# Canton (Kiribati)
Canton (anche Abariringa o Kanton) è un piccolo atollo dell'oceano Pacifico (2°50′S 171°40′W) situato nell'arcipelago delle Isole della Fenice ed appartenente alla Repubblica della Kiribati.
È l'unico atollo abitato dell'arcipelago; al censimento del 2000 risultava abitato da 61 persone, scese a 21 unità in quello del 2020, disseminati su una superficie di 9,1 km².
L'unico villaggio presente sull'isola si chiama Tebaronga.

## Storia

### Rivendicazioni britanniche e statunitensi
L'isola fu rivendicata dal Regno Unito durante gli anni '50 del XIX secolo. Il possesso fu ufficialmente riaffermato nell'agosto del 1936 quando gli inglesi effettuarono diverse visite all'isola che culminarono, nel 1937, con il dislocamento di due operatori radio.
L'8 luglio 1937, nell'isola di Canton si verificò un'eclissi solare totale che suscitò l'interesse di alcuni scienziati americani e neozelandesi che si recarono sul luogo grazie ad una missione organizzata dalla National Geographic Society. Durante questo periodo gli americani reclamarono il possesso dell'isola ed eressero un piccolo monumento con due bandiere statunitensi. Questo fatto causò un incidente diplomatico e coinvolse due navi da guerra, una inglese e una americana, che si fronteggiarono nelle acque dell'isola contendendosi l'approdo. I due capitani si accordarono per chiedere delucidazioni ai rispettivi governi, dai quali arrivò l'ordine di evitare lo scontro e di permettere ad entrambe le parti di portare a termine la missione scientifica.
Come detto in precedenza, nell'agosto del 1937 gli inglesi inviarono del personale sull'isola per occuparla; in risposta gli USA fecero sbarcare sette uomini sull'atollo. La contesa tra i due paesi si prolungò sino al 6 aprile 1939 quando venne presa la decisione di porre Canton sotto il controllo congiunto dei due governi per i successivi 50 anni.

### Scalo per velivoli
Nel maggio del 1939 la compagnia aerea Pan American iniziò la costruzione di impianti per il rifornimento per la sua linea diretta in Nuova Zelanda.
Durante la seconda guerra mondiale la marina degli Stati Uniti costruì una pista d'atterraggio della lunghezza di 1,9 km che venne utilizzata dal servizio trasporti. Durante il conflitto l'isola fu colpita per tre volte dai sottomarini giapponesi, fu bombardata ma non subì mai un attacco terrestre da parte dell'esercito nipponico.
Finita la guerra l'isola tornò ad essere uno scalo per i velivoli civili di diverse linee aeree; questo rese necessaria la costruzione di diversi edifici tra i quali una piccola centrale elettrica, un hotel per i passeggeri e una postazione medica, inoltre sull'isola operarono congiuntamente i servizi postali americani ed inglesi. Con l'introduzione di velivoli dotati di maggiore autonomia l'utilità degli scali di rifornimento diminuì notevolmente e di conseguenza le compagnie aeree cessarono tutte le loro attività su Canton alla fine degli anni 50. L'aeroporto rimase attivo ma solo con funzione di pista di atterraggio di emergenza.

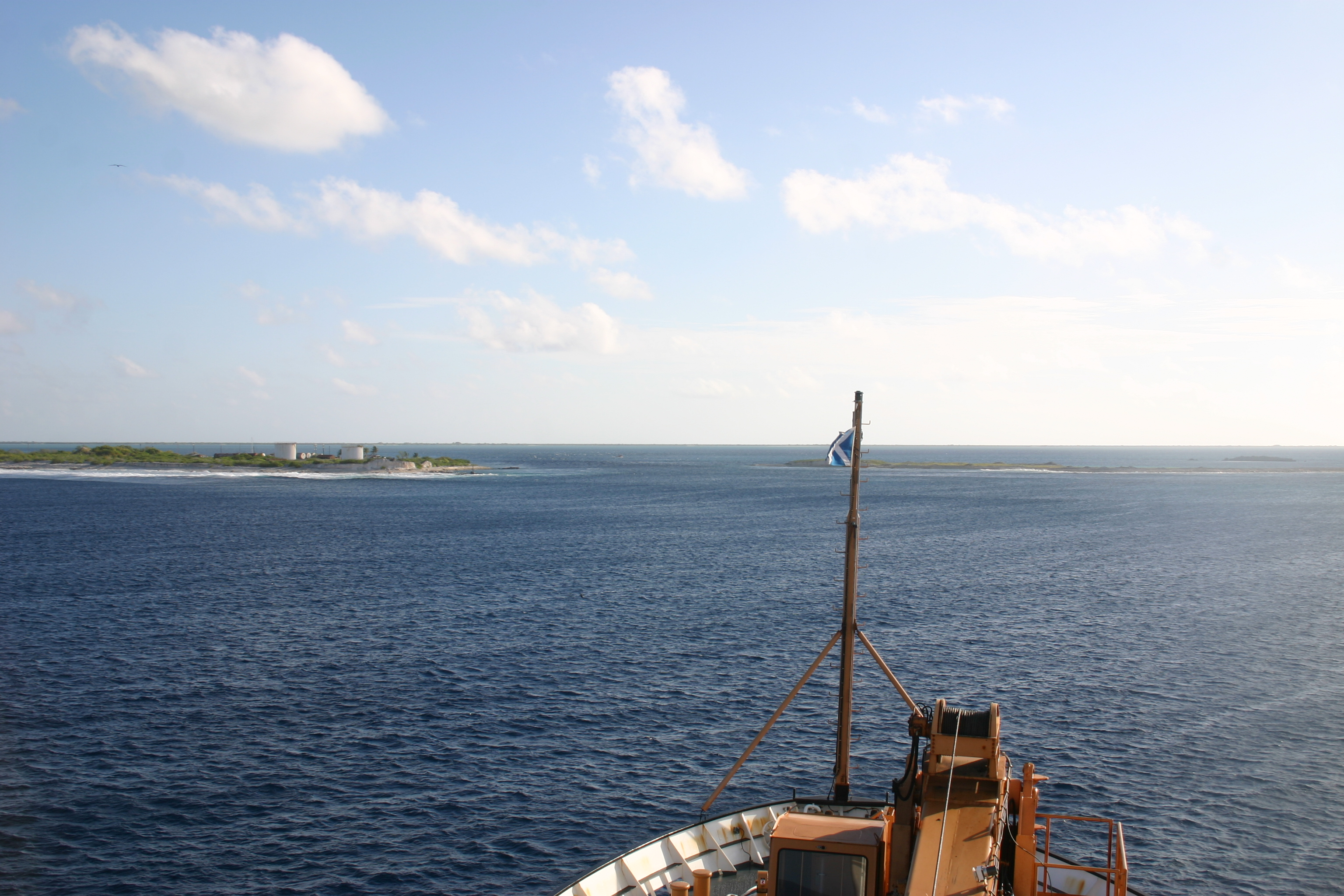
L'atollo visto dal mare

### Sviluppi recenti
Negli anni 60 venne installata sull'isola una stazione del Programma Mercury che rimase operativa sino al 1965, successivamente l'isola venne utilizzata dall'aviazione americana e dall'U.S. Space and Missile Systems Organization per le operazioni di tracciatura delle rotte dei missili sino al 1976. Questo anno segnò il definitivo abbandono americano dell'isola, il campo volo fu abbandonato e il personale richiamato. Poco tempo dopo anche la presenza britannica cessò con la chiusura dell'ufficio postale inglese. Quando Kiribati raggiunse l'indipendenza nel 1979 l'amministrazione congiunta cessò e l'isola passò sotto la sua sovranità. Il nuovo governo di Kiribati rimise in funzione il vecchio ufficio postale e l'atollo fu popolato con coloni provenienti dagli atolli più densamente popolati delle Isole Gilbert, i quali si insediarono negli edifici abbandonati dalla precedente amministrazione.
Ai giorni nostri Canton è occasionalmente visitata dalle navi di Kiribati, dalla guardia costiera degli Stati Uniti e da varie imbarcazioni da pesca. Nel 2008 Canton e gli altri atolli delle Isole della Fenice sono diventati un'area protetta (Phoenix Islands Protected Area - PIPA), la più grande area protetta marina del mondo. Recentemente è stata riconosciuta dall'UNESCO come patrimonio dell'umanità.